# Aphaneramma
Aphaneramma is een geslacht van uitgestorven temnospondyle Batrachomorpha (basale 'amfibieën'), dat voorkwam in het Vroeg-Trias aan de zeekusten van Noorwegen. Deze dieren konden tot een meter lang worden. De ontdekker was Arthur Smith Woodward in 1904.

## Beschrijving
Het langgerekte, gestroomlijnde lichaam had een tamelijk lange, spits toelopende snuit. De neusgaten stonden vooraan op de snuit. De oogholten waren aan de zijkant van de schedel geplaatst. Omdat de skeletdelen van Aphaneramma samen met de resten van andere zeedieren werden gevonden, wordt wel verondersteld dat Aphaneramma in zout water leefde.

## Leefwijze
Voor het leggen van eieren moesten de vrouwtjes zich terugtrekken in zoetwaterrivieren, want de larven konden zich alleen in zoet water ontwikkelen.

## Vondsten
Fossielen werden gevonden in Noorwegen.